# Syrrhopodon clavatus
Syrrhopodon clavatus là một loài rêu trong họ Calymperaceae. Loài này được Schwägr. mô tả khoa học đầu tiên năm 1827.